# Вісім монархів, невідомих історії

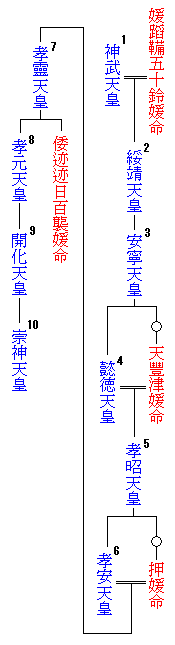
Генеалогічне дерево Імператорів Японії (1-й — 10-й; імператори позначені синім).

Вісім монархів, невідомих історії (яп. 闕史八代, けっしはちだい, кессі-хатідай,  «вісім правлінь, про які бракує історичних записів») — вісім легендарних Імператорів Японії стародавніх часів, записи про діяння яких відсутні у найдавніших японських хроніках «Кодзікі» та «Ніхон сьокі». Відомо лише дати їхнього життя та смерті, час сходження на трон та генеалогічні зв'язки.
«Вісім монархів, невідомих історії» також є назвою історичної епохи з 581 до Р.Х. по 98 до Р.Х., в яку жили ці Імператори.
До поразки Японії у Другій світовій війні реальність їхнього існування під сумнів не ставилася. Лише після 1945 року історики Японії виснули теорію, яка залишається до сьогодні панівною в наукових колах, що «вісім монархів» були вигадкою давньояпонських хроністів 8 століття, спрямованою на пропагування ідеї давності і безперервності японської правлячої династії і держави.

## Список монархів
|   | Українською       | Японською           | Термін                                |
| - | ----------------- | ------------------- | ------------------------------------- |
| 2 | Імператор Суйдзей | 綏靖天皇 すいぜい   | 23.02.581 до Р.Х. — 28.06.549 до Р.Х. |
| 3 | Імператор Анней   | 安寧天皇 あんねい   | 31.08.549 до Р.Х. — 17.01.510 до Р.Х. |
| 4 | Імператор Ітоку   | 懿徳天皇 いとく     | 15.03.510 до Р.Х. — 06.10.477 до Р.Х. |
| 5 | Імператор Косьо   | 孝昭天皇 こうしょう | 21.02.475 до Р.Х. — 05.09.393 до Р.Х. |
| 6 | Імператор Коан    | 孝安天皇 こうあん   | 03.03.392 до Р.Х. — 27.02.291 до Р.Х. |
| 7 | Імператор Корей   | 孝霊天皇 こうれい   | 19.02.290 до Р.Х. — 27.03.215 до Р.Х. |
| 8 | Імператор Коґен   | 孝元天皇 こうげん   | 21.02.214 до Р.Х. — 14.10.158 до Р.Х. |
| 9 | Імператор Кайка   | 開化天皇 かいか     | 29.12.158 до Р.Х. — 23.05.98 до Р.Х.  |

## Виноски
1. ↑  В транскрипції хіраґаною слово てんのう опущене.
2. ↑  Усі дати подані за європейським календарем.